# Queenslandobolus sjoestedti
Queenslandobolus sjoestedti är en mångfotingart som beskrevs av Karl Wilhelm Verhoeff 1924. Queenslandobolus sjoestedti ingår i släktet Queenslandobolus och familjen slitsdubbelfotingar. Inga underarter finns listade i Catalogue of Life.